# Eddie DeBartolo Jr
Edward John DeBartolo Jr. (né le 6 novembre 1946) est un homme d'affaires américain.
Il est connu principalement pour avoir été le propriétaire pendant 23 saisons de la franchise des 49ers de San Francisco en National Football League (NFL), et notamment pendant la dynastie au cours de laquelle son équipe remporte cinq Super Bowls (record pour un propriétaire de franchise NFL).
Le 6 février 2016, il est élu au Pro Football Hall of Fame comme contributeur.